# 斜升秦艽
斜升秦艽（学名：Gentiana decumbens）是龙胆科龙胆属的植物。分布在俄罗斯、蒙古以及中国大陆的新疆、内蒙古等地，生长于海拔1,200米至2,640米的地区，多生于山坡草地、林间草地、草原或河谷潮湿低地，目前尚未由人工引种栽培。

## 别名
斜升龙胆（东北植物检索表）